# Roland JD-800

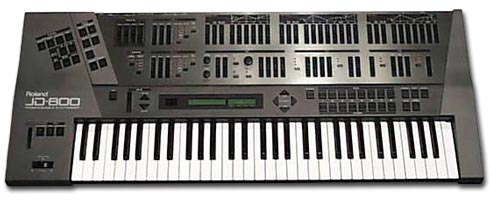
Roland JD-800

Il Roland JD-800 è un sintetizzatore digitale messo in commercio dalla Roland nel 1991.

## Storia e funzionamento
Il JD-800 si basa su una serie di manopole e cursori per modificare le patch e controllare l'esecuzione e comprende una serie di funzioni, incluse di norma nei sintetizzatori analogici, che gran parte delle case produttrici (tra cui appunto la Roland) aveva smesso di inserire nei prodotti dopo l'uscita del Yamaha DX-7, giustificando la mancanza con la necessità di ridurre le dimensioni degli strumenti e renderli più maneggevoli. Il JD-800 diventò molto popolare fra i musicisti che desideravano un approccio "manuale" alla programmazione sonora.
I suoni erano basati su quelli contenuti nel Roland D-50, ampliati tramite la presenza di filtri multifunzione; questi erano una sorta di novità per il tempo, ma vennero comunque accolti positivamente. La memoria interna era costituita da una ROM, le cui forme d'onda potevano essere sovrapposte o combinate. Il sintetizzatore era espandibile per la presenza di slot che davano la possibilità di utilizzare card di espansione. Questo aumentava il numero di forme d'onda disponibili ed il numero di patch utilizzabili per memorizzare i suoni. La Roland produsse una serie di kit d'espansione che comprendevano anche una card PCM contenente nuovi suoni campionabili ed una RAM con una serie di nuovi preset.
Nel 1993 la Roland produsse il JD-990 (o SuperJD), che consisteva in una versione espandibile e migliorata del JD-800, costruita su montaggio rack.

## Musicisti che utilizzavano il JD-800
- Tony Banks dei Genesis
- Martin Lee Gore dei Depeche Mode
- New Order
- Akira Yamaoka
- Keith Emerson degli Emerson, Lake & Palmer
- Jean-Michel Jarre
- Rick Wakeman
- Jonathan Cain dei Journey
- Bradley Joseph
- Kenny Loggins
- Dubstar
- William Orbit
- Robert Miles
- Kevin Moore dei Dream Theater
- Derek Sherinian dei Dream Theater
- Pet Shop Boys
- Roger Taylor dei Queen
- Fabio Badalamenti
- The Prodigy
- Mario Conte
- David Rosenthal, tastierista di Billy Joel
- Paul Shaffer of Late Night with David Letterman
- Tangerine Dream
- Underworld
- Alex Argento
- Laurent Garnier
- Deep Forest
- Ken Ishii
- Susumu Hirasawa
- Estrange